# March CG911
La Leyton House CG911 è la vettura utilizzata dalla March Engineering nel Campionato mondiale di Formula 1 1991: progettata da Gustav Brunner e Chris Murphy, venne guidata da Maurício Gugelmin e Ivan Capelli e venne riutilizzata, aggiornata, nel Campionato mondiale di Formula 1 1992.

## CG911
La vettura venne sviluppata senza discostarsi troppo dalla precedente Leyton House CG901, che a sprazzi aveva fornito buone prestazione. Il più grande cambiamento fu senza dubbio quello del motore, in quanto la scuderia anglo-giapponese passò alla Ilmor lasciando così la Judd.

Venne confermata la coppia di piloti del 1990, ovvero il brasiliano Maurício Gugelmin e l'italiano Ivan Capelli, che negli ultimi due appuntamenti stagionali cedette il posto al debuttante austriaco Karl Wendlinger.
La scuderia visse una stagione molto travagliata, sia a causa di motore che garantì scarsa affidabilità se confrontato al Judd, sia a causa di alcune vicende extrasportive che coinvolsero nel mese di settembre il rappresentante della squadra Akira Akagi, che venne arrestato nel Fuji con l'accusa di frode. A causa di questo scandalo, il giapponese fu costretto a passare di la mano alla fine della stagione e la scuderia si trovò costretta a cambiare nome in vista del campionato successivo. Il miglior risultato fu il sesto posto conquistato da Ivan Capelli nel Gran Premio d'Ungheria, unico punto raccolto nella stagione, che si concluse con un 12º posto in classifica.

## CG911B
Nel 1992, col cambio di denominazione del team, anche la vettura assunse il nome di  March CG911B, rimanendo però sostanzialmente la vettura della stagione precedente, senza particolari modifiche.
Come piloti titolari venne confermato Karl Wendlinger, che già aveva esordito alla fine della passata stagione, a fianco del quale debuttò il francese Paul Belmondo.
La stagione si dimostrò di nuovo abbastanza sottotono con il solo Wendlinger capace di mettersi in luce, conquistando un ottimo quarto posto Gran Premio del Canada, anche se per le ultime due gare Wendlinger dovette cedere il posto a Jan Lammers. Al contrario Belmondo collezionò solamente risultati mediocri mancando ben 6 volte la qualificazione e per questo dal GP del Belgio venne sostituito da Emanuele Naspetti.
La squadra, che si teneva a stento a galla a causa delle evidenti difficoltà finanziarie, annunciò l'intenzione di iscriversi al mondiale del 1993: la FIA inserì nella lista degli iscritti la scuderia, che presentava alla guida delle proprie vetture Lammers e il francese Jean-Marc Gounon. Per risparmiare ulteriori fondi si decise di utilizzare la macchina dell'anno precedente, ma quando si giunse in Sudafrica la March non si presentò e chiuse i battenti.

## Risultati completi in Formula 1
| Anno | Team                | Motore          | Gomme | Piloti     |     |     |     |     |     |     |     |     |     |    |     |    |     |     |     |    | Punti | Pos. |
| ---- | ------------------- | --------------- | ----- | ---------- | --- | --- | --- | --- | --- | --- | --- | --- | --- | -- | --- | -- | --- | --- | --- | -- | ----- | ---- |
| 1991 | Leyton House Racing | Ilmor 2175A V10 | G     | Gugelmin   | Rit | Rit | 12* | Rit | Rit | Rit | 7   | Rit | Rit | 11 | Rit | 15 | 7   | 7   | 8   | 14 | 1     | 12º  |
| 1991 | Leyton House Racing | Ilmor 2175A V10 | G     | Capelli    | Rit | Rit | Rit | Rit | Rit | Rit | Rit | Rit | Rit | 6  | Rit | 8  | 17* | Rit |     |    | 1     | 12º  |
| 1991 | Leyton House Racing | Ilmor 2175A V10 | G     | Wendlinger |     |     |     |     |     |     |     |     |     |    |     |    |     |     | Rit | 20 | 1     | 12º  |

| Anno | Team  | Motore          | Gomme | Piloti     |     |     |     |    |    |     |    |     |     |    |     |    |     |     |     |     | Punti | Pos. |
| ---- | ----- | --------------- | ----- | ---------- | --- | --- | --- | -- | -- | --- | -- | --- | --- | -- | --- | -- | --- | --- | --- | --- | ----- | ---- |
| 1992 | March | Ilmor 2175A V10 | G     | Wendlinger | Rit | Rit | Rit | 8  | 12 | Rit | 4  | Rit | Rit | 16 | Rit | 11 | 10  | Rit |     |     | 3     | 9º   |
| 1992 | March | Ilmor 2175A V10 | G     | Lammers    |     |     |     |    |    |     |    |     |     |    |     |    |     |     | Rit | 12  | 3     | 9º   |
| 1992 | March | Ilmor 2175A V10 | G     | Belmondo   | NPQ | NPQ | NPQ | 12 | 13 | NPQ | 14 | NPQ | NPQ | 13 | 9   |    |     |     |     |     | 3     | 9º   |
| 1992 | March | Ilmor 2175A V10 | G     | Naspetti   |     |     |     |    |    |     |    |     |     |    |     | 12 | Rit | 11  | 13  | Rit | 3     | 9º   |

| Legenda | 1º posto     | 2º posto | 3º posto    | A punti         | Senza punti/Non class.  | Grassetto – Pole position Corsivo – Giro più veloce |
| Legenda | Squalificato | Ritirato | Non partito | Non qualificato | Solo prove/Terzo pilota | Grassetto – Pole position Corsivo – Giro più veloce |

* Indica quei piloti che non hanno terminato la gara ma sono ugualmente classificati avendo coperto, come previsto dal regolamento, almeno il 90% della distanza totale.